# Alfred Schmalzer
Alfred Schmalzer (28 de octubre de 1912 - 21 de enero de 1944) fue un jugador de balonmano austriaco. Fue un componente de la Selección de balonmano de Austria.
Con la selección ganó la medalla de plata en los Juegos Olímpicos de Berlín 1936 y la medalla de plata en el Campeonato Mundial de Balonmano Masculino de 1938.